# Nurkent
Nurkent (kazakiska: Нұркент, Nurkent) är en stad som byggs upp i Panfilovdistriktet i sydöstra Kazakstan. Staden planeras att 2035 ha omkring 100.000 invånare.
Nurkent ligger nära den södra av Kazakstans två gränsövergångar för järnväg till Kina. Omedelbart vid gränsen har bebyggelser byggts upp med namnet Khorgas på bägge sidor av gränsen. Den kazakska byn är liten, men den kinesiska staden byggs upp till en ansenlig storlek. Denna satsning är en del av Kinas stora utvecklingsprojekt Nya sidenvägen, med bland annat järnvägstransporter till och från Europa via Kazakstan. I Khorgas, på den kazakska sidan finns en torrhamnen Khorgos Gateway med en omlastningsterminal för containrar mellan godsvagnar på kinesiskt normalspår och på kazakskt bredspår.
Kazakstans regering annonserade 2016 att regeringen avsåg att sätta av 11,3 miljarder tenge för infrastrukturinvesteringar i den nya staden Nurkent. Staden planerades för att erbjuda bostäder för anställda i den ekonomiska frizonen i Khorgas.
Khorgas Gateway började sin verksamhet i januari 2015. Delägare i utvecklingsprojektet i Nurkent är sedan 2017 det statsägda kinesiska logistikföretaget China Ocean Shipping Company.
Vid slutet av 2017 hade staden omkring 1.200 invånare. I början av 2019 bodde där omkring 3.000 invånare.